# Valais
O Valais é um dos 26 cantões da Suíça. Sua capital é a cidade de Sião (Sion). 
Os francófonos referem-se aos cantões usando sempre a expressão "Canton de" (de Genève, de Fribourg) com a exceção de Valais, quando dizem "Canton 'du' Valais". Em italiano diz-se Vallese e em alemão Wallis.

## História
Tradicionalmente católico, o cantão que entrou para a Confederação Helvética em 1815, corresponde historicamente à antiga Vale Penino (Vallis Poenina) nome que os romanos deram à região. No século VI será chamada por Pago Valense (pagus Vallensis; País do Val) ou simplesmente Valense.
A ocupação romana foi muito importante como o demonstram a Martigny a Romana. 

## Divisões
O cantão do Valais separa-se  em dois pela sua geografia, ribeiro Raspille, e por ser bilíngue. O francês é a língua materna de 62,8% contra 28,4% de germanófanos, e onde o italiano forme a terceira comunidade linguística com um pouco mais de 2% de locutores.

### Baixo Valais
O Baixo Valais, que fala francês, vai do Lago Lemano até ao ribeiro Raspille, acima de Sierre, que é a cidade fronteira.

### Alto Valais
Onde a língua oficial deixa de ser o francês para ser o alemão, e onde também se fala o dialecto Alto Valaisano.

## Geografia
Com o cantão de Tessino é a região mais a sul do país. Esta rodeada a Norte pelo cantão de Berna e o cantão de Vaud, e Este pelo cantão de Uri e o cantão de Tessino, a Sul pela Itália e a Sudoeste pela região da Alta Saboia francesa.
O vale, apertado, é atravessado pelo Rio Ródano que nasce no Passo da Furka a 2 431m e que corre para Sul antes de virar para Oeste, passar um desfiladeiro junto a Saint-Maurice para se lança no Lago Lemano no Bouveret.